# Menotti Del Picchia
Paulo Menotti Del Picchia (São Paulo, 20 de marzo de 1892-ibidem, 23 de agosto de 1988) fue un poeta, periodista y pintor brasileño, miembro de la primera generación del Modernismo brasileño. 
Estudió Derecho, y ejerció la abogacía en Itapira, donde publicó un diario político, O grito, al tiempo que escribía poesía (su primer libro se publicó en 1913). Se trasladó a São Paulo, su ciudad natal, y allí conoció a Mário de Andrade y a otros jóvenes modernistas de la ciudad. Fue miembro del llamado "Grupo de los Cinco" junto con los escritores Mário y Oswald de Andrade, y las pintoras Tarsila do Amaral y Anita Malfatti, y fue uno de los organizadores de la Semana de Arte Moderno de 1922, acontecimiento que marca el inicio del Modernismo en Brasil. En 1924 creó, junto con Cassiano Ricardo y Plínio Salgado, el "Movimiento Verdamarelo", de tendencia nacionalista, y más tarde fue director del "Grupo Anta", com Cassiano Ricardo, y del "Movimiento Cultural Nacionalista Bandeira", con Cassiano Ricardo y Cândido Mota Filho.
Colaboró en varias publicaciones, como "Correio Paulistano", "Jornal do Comércio" y "Diário da Noite". Fue director de "A Noite" y "A Cigarra", entre 1920 e 1940. Ejerció también varios cargos públicos: fue director del Departamento de Prensa y Propaganda del Estado de São Paulo y diputado estatal, durante dos legislaturas. En 1942 fue elegido miembro de la Academia Brasileña de Letras.